# Terra Nova-ekspeditionen
Terra Nova-ekspeditionen (1910–1913), officielt British Antarctic Expedition 1910, var en britisk ekspedition ledet af Robert Falcon Scott. Ifølge ham var hovedmålet at nå Sydpolen for at sikre, at det britiske imperium fik æren for præstationen. Scott og fire ledsagere nåede Sydpolen den 17. januar 1912, men opdagede, at en ekspedition ledet af Roald Amundsen havde været der 33 dage tidligere. På rejsen tilbage til Cape Evans-basen omkom Scott og hans ledsagere. Deres dagbøger blev fundet under en eftersøgning efter sydpolsgruppen otte måneder senere, og dermed blev deltagernes historie kendt.
På denne tid var Scott Storbritanniens mest erfarne leder af polarekspeditioner og havde ledet Discovery-ekspeditionen til Antarktis i 1901–04. Terra Nova-ekspeditionen, opkaldt efter ekspeditionens forsyningsskib, var et privat initiativ finansieret med indsamlede midler og et mindre statsligt tilskud. Videre havde den støtte fra den britiske marine, som bidrog med erfarne søfolk, samt fra Royal Geographical Society. Udover målsætningen om at nå Sydpolen gennemførte Scott også et omfattende videnskabeligt program og udforskede Victoria Land og den Transantarktiske bjergkæde. Et forsøg på at komme i land for at udforske Kong Edward VII Land mislykkedes imidlertid. En gruppe rejste også til Cape Crozier i juni og juli 1911 midt under den strenge antarktiske vinter.
Scotts heltestatus i Storbritannien var ubestridt i mange år efter hans død, og der blev rejst få spørgsmål om årsagerne til ulykken. Den sidste fjerdedel af det 20. århundrede blev ekspeditionen gransket nærmere, for eksempel har Scotts dagbog fået stor opmærksomhed, fordi den detaljerede fremstilling kaster lys over omstændighederne omkring tragedien. Det er fremkommet flere kritiske synspunkter om årsagerne til udfaldet, og det diskuteres fortsat, i hvilken grad Scott havde ansvaret for det, som skete.

## Forberedelser

### Baggrund
Efter Discovery-ekspeditionen genoptog Scott sin flådekarriere. Men han havde fortsat ambitioner om at vende tilbage til Antarktis, og da med erobringen af Sydpolen som overordnet mål. Discovery-ekspeditionen skaffede mere viden om Antarktis, men man nåede ikke længere mod syd end til 82° 17' S og krydsede ikke Rossbarrieren. Discovery-ekspeditionens base lå i McMurdo-sundet, og Scott var overbevist om, at dette var hans "revir", som han alene havde ret til at bruge som udgangspunkt for nye ekspeditioner. I 1909 modtog han nyheden om, at en ekspedition ledet af Ernest Shackleton næsten var lykkedes med at nå Sydpolen. Med udgangspunkt i Scotts gamle base krydsede Shackleton Rossbarrieren, opdagede ruten over Beardmoregletsjeren til Antarktisplateauet og fortsatte mod Sydpolen. Han blev tvunget til at vende om på 88° 23' S, mindre end 180 km fra polpunktet. Scott var utilfreds med, at Shackleton havde brugt "hans" base, dette belastede forholdet mellem de to og øgede Scotts motivation til at overgå Shackleton.
Under forberedelserne til den forestående ekspedition var Scott klar over, at lignende ekspeditioner blev planlagt. En japansk ekspedition var under forberedelse; Den australasiatiske Antarktis-ekspedition under Douglas Mawson skulle påbegyndes i 1911 men med udgangspunkt i en anden sektor af kontinentet. I mellemtiden havde Roald Amundsen, en anden potentiel rival, luftet planer om en arktisk rejse.

### Mandskab
65 mænd (inkl. reserver) dannede mandskabet i Terra Nova-ekspeditionen. De blev udvalgt blandt 8.000 kandidater, og rummede seks tidligere deltagere fra Discovery-ekspeditionen sammen med fem, som havde været med Shackleton på Nimrod-ekspeditionen 1907–09. Løjtnant Edward Evans, som havde været navigationsofficer på "Morning" under Discoverys støtteoperation i 1904, blev udnævnt til Scotts næstkommanderende. Han havde skrinlagt planerne om sin egen ekspedition og overførte de økonomiske midler, han havde afsat til denne, til støtte til Scott.
Blandt personellet fra den britiske marine var løjtnant Harry Pennell, som skulle være navigatør og tage kommandoen på skibet, når Scotts mandskab var gået i land, samt de to sanitetsløjtnanter George Murray Levick og Edward L. Atkinson. Den tidligere marineofficer Victor Campbell, kendt som "The Wicked Mate", var en af få deltagere med skifærdigheder, og han blev valgt til at lede gruppen, som skulle undersøge Kong Edward VII Land. I modsætning til Discovery-ekspeditionen var marinens bidrag primært mandskab uden officersgrad, herunder Antarktis-veteranerne Edgar Evans, Tom Crean og William Lashly. To officerer uden for Royal Navy blev udvalgt: Henry Bowers, kendt som "Birdie", en løjtnant fra den indiske marine, og Lawrence Oates, kendt som "Titus", en kaptajn fra 6. kavaleriregiment. Den velhavende Oates tilbød sine tjenester gratis og donerede også £ 1.000 (2009 værdi: ca £ 75.000) til ekspeditionen.
Som leder af det videnskabelige program udnævnte Scott Edward Wilson som chefforsker. Wilson var Scotts nærmeste fortrolige i teamet; under Discovery-ekspeditionen havde han fulgt Scott til ekspeditionens sydligste punkt. Han var ikke bare en fremragende zoolog, men også en talentfuld illustrator. Den gruppe af videnskabsmænd, han ledede, var – ifølge Scotts biograf David Crane – "den mest imponerende gruppe forskere, som havde været på en polarekspedition" – og rummede flere, som senere skulle høste stor anerkendelse som forskere: meteorologen George Simpson, den canadiske fysiker Charles Wright, og geologerne Frank Debenham og Raymond Priestley. Den ledende geolog Thomas Griffith Taylor, biologen Edward W. Nelson og assisterende zoolog Apsley Cherry-Garrard fuldendte teamet.
Cherry-Garrard havde ingen videnskabelig erfaring, men var Wilsons protegé. Han havde, som Oates, bidraget med £ 1.000 til finansieringen af ekspeditionen. Selv om han først blev afvist af Scott, opretholdt han sit bidrag, hvilket imponerede Scott tilstrækkeligt til, at han ændrede sin beslutning. Scotts biograf David Crane beskriver Cherry-Garrard som "ekspeditionens fremtidige fortolker, historiker og samvittighed." Herbert Ponting var fotograf, og hans billeder kom til at give afgørende information om ekspeditionen og dens tragiske udfald. Efter råd fra Fridtjof Nansen rekrutterede Scott også den unge norske skiekspert Tryggve Gran.

### Transportmidler
Scott bestemte sig for en opdelt transportstrategi, hvor man brugte såvel hundespand som motordrevne slæder og ponyer. Han udnævnte Cecil Meares til at overtage ansvaret for hundespandene og rekrutterede Shackletons motorspecialist, Bernard Day, til at føre motorslæderne. Oates skulle have ansvaret for ponyerne, men da han ikke kunne slutte sig til ekspeditionen før i maj 1910, satte Scott Meares til at anskaffe dem. Meares havde imidlertid ingen erfaring med heste, hvilket resulterede i ponyer, der var dårligt egnede til opgaven.
Shackletons ekspedition 1907–09 var den første, som anvendte motorkraft og ponyer i Antarktis. Scott mente, at ponyerne havde været til god nytte for Shackleton, og var imponeret over motorslædernes potentiale. Alligevel baserede Scott sig på, at ekspeditionsdeltagerne skulle trække udstyret efter, at motorslæderne og ponyerne havde trukket slæderne over Rossbarrieren og dermed sparet mændenes kræfter til de senere etaper op over Beardmoregletsjeren og over Antarktisplateauet. I praksis fik de kun kortvarig glæde af motorslæderne, og ponyernes alder og dårlige forfatning gjorde, at heller ikke de var til særlig nytte. Scotts erfaringer fra Discovery-ekspeditionen havde gjort ham skeptisk overfor hundespandenes pålidelighed, men han skrev, at han indså, at de var meget effektive i de rette hænder. Efterhånden, som ekspeditionen skred frem, blev han stadig mere imponeret over deres egenskaber.

### Finansiering
I modsætning til Discovery-ekspeditionen, hvor finansiering blev sikret i fællesskab af Royal Society og Royal Geographical Society, blev Terra Nova-ekspeditionen organiseret som et privat initiativ uden større institutionel støtte. Scott beregnede de totale omkostninger til £ 40.000 (£ 3 millioner efter 2009-kurs), hvoraf halvdelen efterhånden blev dækket af et statsligt tilskud. Resten blev skaffet ved private donationer og lån. Ekspeditionen blev yderligere støttet gennem gratis materiel og hjælpemidler fra kommercielle firmaer. Pengeindsamlingen blev i hovedsagen organiseret af Scott, hvilket han fortsatte med i Sydafrika, Australien og New Zealand efter, at "Terra Nova" var afsejlet fra britisk farvand, og det optog en betydelig del af hans tid og energi.
Den i særklasse største omkostning var købet af skibet "Terra Nova" for £ 12.500. Skibet havde været i Antarktis tidligere som støttefartøj for Discovery-ekspeditionen. Scott ønskede at sejle hende som et marinefartøj under White Ensign, og for at sikre dette havde han skaffet sig medlemskab i Royal Yacht Squadron. Han var således i stand til at håndhæve militær disciplin på ekspeditionen, og da det var registreret som eskadreyacht, var "Terra Nova" ikke forpligtet til at følge forskrifterne i Board of Trade, hvilket ellers kunne have givet hende sejlforbud.

### Mål
I sin første offentlige appel erklærede Scott:
"Hovedmålet med ekspeditionen er at nå Sydpolen og dermed sikre, at æren for denne præstation tilfalder det britiske imperium."
Der fandtes også naturvidenskabelige og geografiske mål – chefforsker Wilson fremstillede det videnskabelige arbejde som ekspeditionens hovedmål:
"Ingen skal senere kunne sige, at dette bare var en poljagt. Vi vil, at erobringen af Sydpolen kun skal være et af flere videnskabelige resultater."
Wilson håbede at videreføre studierne af pingvinkolonien på Cape Crozier, som blev påbegyndt under Discovery-ekspeditionen, samt at gennemføre et forskningsprogram af et omfang, som ingen tidligere havde set indenfor geologi, magnetisme og meteorologi. Videre eksisterede der planer om at udforske Victoria Land, og Kong Edward VII Land. Campbell, som ledede sidstnævnte, skrev, at det var den udforskning, som hele ekspeditionen drejede sig om.

## Første sæson, 1910–11

### Udrejse
"Terra Nova" sejlede fra Cardiff 15. juni 1910. Arbejdet med finansieringen gjorde, at Scott blev opholdt, og han sluttede sig først til ekspeditionen i Sydafrika. Han forlod skibet i Melbourne for at fortsætte pengeindsamlingen, mens "Terra Nova" fortsatte til New Zealand. I Melbourne ventede et telegram fra Roald Amundsen, hvor han informerede Scott om, at nordmændene "fortsætter mod syd"; telegrammet var den første indikation, som Scott fik om, at han var med i et kapløb. På spørgsmål fra pressen om hans reaktion, svarede Scott, at hans planer stod fast, og at han ikke ville ofre ekspeditionens videnskabelige mål for at vinde kapløbet til polen. I sin dagbog skrev han, at Amundsen havde en god mulighed for at lykkes og måske fortjente at vinde, hvis han havde heldet med sig.
Scott gik igen ombord på "Terra Nova" på New Zealand, hvor yderligere forsyninger blev taget ombord, inklusive 34 hunde, 19 sibiriske ponyer og tre motordrevne slæder. "Terra Nova" forlod Port Chalmers med stor overvægt den 29. november 1910. I løbet af de første dage af december blev skibet udsat for en kraftig storm. På et tidspunkt, hvor skibet kæmpede mod hård sø, og pumperne ikke fungerede, måtte mandskabet lænse hende med spande. Stormen førte til, at de mistede to ponyer, en hund, ti ton kul og 65 liter benzin. Den 10. december mødte de den sydlige pakis og sad fast i 20 dage, før de formåede at bryde igennem og fortsætte sydover. Forsinkelsen, som Scott beskrev som "ren og skær uheld", kostede dem 61 ton kul.

### Cape Evans-basen
Ved ankomst ud for Ross-øen den 4. januar 1911 spejdede mandskabet efter mulige steder, hvor det kunne gå i land ved Cape Crozier på den østlige del af øen, før de sejlede videre til McMurdo-sundet i vest, hvor både "Discovery" og "Nimrod" tidligere havde lagt til. Efter Scott havde vurderet flere overvintringssteder, valgte han et næs, som han fra Discovery-ekspeditionen huskede som "Skuary", omkring 15 km nord for basen fra 1902 på Hut Point. Scott håbede, at dette sted, som han omdøbte til Cape Evans efter sin næstkommanderende, ville give en sikker ankerplads, og efterhånden, som havet syd for pladsen frøs til, ville gøre det muligt at passere over isen til Hut Point og Rossbarrieren. Mandskabet blev sendt i land med ponyer, hunde, de tre motoriserede slæder (hvoraf én gik tabt under losning), og det meste af forsyningerne. Scott udtrykte forbavselse over ponyernes styrke, da han så dem fragte forsyninger og materiel fra skib til land. En præfabrikeret hytte, som målte 50×25 m, blev rejst og gjort beboelig fra den 18. januar.

### Amundsens ankomst
I Scotts planer indgik at en gruppe under ledelse af Victor Campbell skulle sejle "Terra Nova" østover til halvøen King Edward VII Land, øst for Rossbarrieren, eller som et alternativ til Victoria Land i nordvest. Der skulle de overvintre og senere udføre rekognosceringer og videnskabelige undersøgelser. Udover Campbell bestod gruppen af Priestley, Levick, Abbot, Dickason og Browning.
Campbell og mandskab kastede los og sejlede østover den 26. januar 1911. Da de ikke fandt en egnet landingsplads på King Edward VII Land, besluttede Campbell at sejle til Victoria Land. På returrejsen vestover stødte "Terra Nova" på Amundsens ekspedition i Hvalbukta, en vig i Rossbarrieren. Amundsen var høflig og gæstfri, riggede til for Campbell i nærheden af lejren og tilbød ham også hjælp med hundene. Campbell afviste høfligt tilbuddet og rejste tilbage med sit mandskab til Cape Evans for at aflægge rapport om udviklingen.
Scott fik nyheden den 22. februar under ekspeditionens første depotlægning. Ifølge Cherry-Garrard var den første tanke hos Scott og hans mænd at storme over til Hvalbukta og tage et opgør med Amundsen. Imidlertid registrerede Scott roligt hændelsen i sin dagbog: "Én eneste tanke fæster sig i mit hoved. Den anstændigste, såvel som den klogeste, løsning for os er at fortsætte akkurat som om, dette ikke var sket. At gå videre og gøre så godt vi kan til ære for vort land, uden frygt eller panik."

### Depotudlægning, 1911
Rejsen mod polpunktet skulle påbegyndes det kommende forår, og den første sæson var målet at udlægge en række depoter på Rossbarrieren fra barrierekanten (Safety Camp) og sydover til 80°S med "Et-tons-depotet" som det sydligste og største. Arbejdet blev udført af 12 mænd, de otte bedst egnede ponyer og to hundespand. Isforholdene forhindrede brug af motorslæder.
Ifølge Cherry-Garrard foregik afrejsen den 27. januar "i al hast på grænsen til panik". Fremdriften var langsommere end forventet, blandt andet fordi ponyerne gik med reduceret trækevne efter at sneskoene, de havde brug for over Rossbarrieren, var blevet efterladt på Cape Evans, fordi Oates var imod brugen af sneskoene. Den 4. februar etablerede gruppen Corner Camp, 64 km fra Hut Point, hvor en snestorm opholdt dem i tre døgn. Et par dage senere, efter at marchen var genoptaget, sendte Scott de tre svageste ponyer tilbage (hvoraf to omkom på vejen). Da de kom nærmere den planlagte breddegrad, blev Scott bekymret for, om de tilbageværende ponyer kunne klare sig, med mindre gruppen umiddelbart vendte om. Mod Oates' råd – han ønskede at gå videre og bruge ponykødet, efterhånden som ponyerne faldt fra – bestemte Scott at lægge Et-tons-depotet ved 79° 29' S, ca. 50 km nord for den tiltænkte placering.
Scott drog tilbage til Safety Camp med hundespand efter at have risikeret sit eget liv for at redde et hundespand, som var faldet i en gletsjersprække. Scott blev stadig mere imponeret over hundespandenes præstationer. Da de langsommere ponyer returnerede, var et af dyrene i så dårlig forfatning, at det døde kort tid efter. Senere gik de overlevende heste gennem havisen nær Hut Point. Til trods for et energisk redningsforsøg omkom yderligere tre ponyer. Af de otte heste, som rejste ud med forsyninger til depoterne, var nu kun to tilbage.

### Vinteren 1911
Den 23. april 1911 forsvandt solen for resten af vintermånederne, og ekspeditionsdeltagerne slog sig ned i hytten på Cape Evans. Under Scotts sømilitære regime blev hytten delt af en mur bestående af transportkasser således, at officerer levede stort set adskilt fra de øvrige deltagere; forskerne blev regnet som officerer i denne sammenhæng. Alle blev holdt i virksomhed: det videnskabelige arbejde fortsatte, observationer og målinger blev gjort, udstyr blev istandsat og tilpasset for fremtidige rejser. De overlevende ponyer havde behov for daglig motion, og hundene krævede jævnligt tilsyn. Scott brugte megen tid på at beregne læsningen af slæderne for den kommende tur mod polen.
I rutinen indgik også jævnlige forelæsninger fra et bredt spekter af emner: Ponting om Japan, Wilson om tegning, Oates om hestehold, og geolog Frank Debenham om vulkaner. For at sikre, at den fysiske form blev opretholdt, blev der ofte spillet fodbold i halvmørket udenfor hytten. Scott noterede, at "Atkinson er langt den bedste spiller, men Hooper, PO Evans og Crean er også ganske gode." Avisen South Polar Times, som var blevet produceret af Shackleton under Discovery-ekspeditionen, genopstod under Cherry-Garrards redaktion. Den 6. juni blev der arrangeret en fest for at markere Scotts 43-årsdag, en anden fest den 21. juni markerede vintersolhverv.

## Hovedekspeditionen, 1911–12

### Northern Party
Efter at have formidlet nyheden om Amundsens ankomst sejlede Campbells hold, som nu var omdøbt til Northern Party, nordover fra Cape Evans den 9. februar 1911 og ankom til Robertson Bay i nærheden af Kap Adare 17. februar. Der byggede de en hytte i nærheden af den norske opdagelsesrejsende Carsten Borchgrevinks gamle hovedkvarter.
Gruppen tilbragte vinteren 1911 i hytten. De slædeture, som var planlagt for sommeren 1912, kunne ikke gennemføres fuldt ud på grund af tilstanden på havisen, og fordi det ikke lykkedes dem at finde en alternativ rute. "Terra Nova" kom tilbage fra New Zealand den 4. januar 1912 og transporterede gruppen til et sted i nærheden af Evans Coves, en placering omtrent 400 km syd for Kap Adare og 400 km nordvest for Cape Evans. Planen var, at de skulle samles op den 18. februar efter at have gjort sig færdige med yderligere geologiske undersøgelser, men på grund af tung pakis var fartøjet ikke i stand til at nå ind til dem. Gruppen, med beskedne rationer som de måtte supplere med fisk og sælkød, tilbragte vinteren i 1912 i en snehule, som de gravede ud på Inexpressible Island. Her blev de udsat for store belastninger – frostskader, sult, dysenteri, ekstrem vind, lave temperaturer og ubehaget med at måtte bruge en spækovn i et trangt rum.
I begyndelsen af april 1912 prøvede Edward Atkinson, som havde kommandoen på Cape Evans i Scotts fravær, at sende fire mand op langs kysten af Victoria Land for at komme Campbell og hans mænd til undsætning. Atkinsons gruppe startede den 17. april, men forsøget mislykkedes på grund af dårligt vejr. Northern Party satte kursen mod Cape Evans den 30. september 1912, en rejse som indebar krydsning af den farefulde Drygalski Tunge. Browning var meget syg, og Dickason næsten udslidt af dysenteri, men det lykkedes for hele gruppen at nå Cape Evans den 7. november efter en farefuld rejse. Geologiske prøver og andet materiale, som blev samlet ind af Northern Party, blev hentet fra Cape Adare og Evans Coves af "Terra Nova" i januar 1913.

### Vestlige geologiske undersøgelser

#### Første geologiske ekspedition, januar – marts 1911
Formålet med denne rejse var geologisk udforskning af kystområdet vest for McMurdo-sundet, i et område mellem McMurdo Dry Valleys og Kittlitz Bræen. Dette arbejde blev gennemført af en gruppe bestående af Griffith Taylor, Debenham, Wright og PO Evans. De gik i land fra "Terra Nova" den 26. januar på Butter Point, på kysten af Victoria Land, tværs over McMurdo-sundet for Cape Evans. Den 30. januar etablerede holdet sit hoveddepot ved Ferrari Bræen. De gennemførte undersøgelser i McMurdo Dry Valleys og ved Taylorbræen, før de bevægede sig sydover til Kittlitz Bræen. Efter yderligere arbejde der påbegyndte de tilbageturen den 2. marts og tog en sydlig rute til Hut Point, hvortil de ankom den 14. marts.

#### Anden geologiske ekspedition, november 1911 – februar 1912
Dette var en videreførelse af arbejdet udført i løbet af den forrige ekspedition, denne gang med fokus på området Granite Harbour ca. 80 km nord for Butter Point. Taylors ledsagere denne gang var Debenham, Gran og Forde. Hovedturen begyndte den 14. november og indebar, at de måtte krydse et vanskelig havisparti til Granite Harbour, hvortil de ankom den 26. november. Hovedkvarteret blev etableret på et område, de kaldte Geology Point, og en stenhytte blev bygget. I de følgende uger udforskede og kortlagde de Mackay Bræen, og en række formationer på nordsiden af bræen blev identificeret og navngivet. Mændene forventede at blive samlet op af "Terra Nova" den 15. januar 1912, men skibet kunne ikke nå frem til dem. De ventede til den 5. februar, før de bestemte sig til at drage sydover, og de blev reddet fra isen, da de endelig blev opdaget fra skibet den 18. februar. "Terra Nova" blev i januar 1913 sendt ud for at hente geologiske prøver fra begge ekspeditioner.

### Vinterekspeditionen til Cape Crozier
Denne rejse var Edward Adrian Wilsons idé. Han havde foreslået en sådan ekspedition i zoologidelen af Discovery-ekspeditionens videnskabelige rapport og var ivrig efter at følge op på tidligere forskning. Rejsens videnskabelige formål var at sikre sig æg fra kejserpingvinerne fra ynglepladserne ved Cape Crozier på et tidligt fosterstadium således, at "væsentlige punkter i udviklingen af fuglen kunne dokumenteres". Dette krævede en rejse midt på vinteren for at samle æg kort tid efter befrugtningen. Et sekundært mål var at eksperimentere med madrationer og udstyr forud for næste sommers polrejse. Scott godkendte dette, og et team bestående af Wilson, Bowers og Cherry-Garrard drog afsted den 27. juni 1911.
Ekspeditioner i den antarktiske vinter var ikke tidligere blevet forsøgt. Scott skrev, at "det var et dristig vovestykke, men de rette mænd bestemte sig for at prøve det." Cherry-Garrard beskrev senere anstrengelserne i de 19 dage, det tog at rejse de 100 km til Cape Crozier. Udstyr, klæder og soveposer var konstant belagt med is; den 5. juli faldt temperaturen til under -60 °C "109 kuldegrader [F] – koldere end nogen kunne forestille sig at holde ud i mørket og i frosne klæder", skrev Cherry-Garrard. Ofte var den daglige etape blot et par kilometer.
På Cape Crozier klarede de tre mænd trods store vanskeligheder at få bygget en hytte af sten, sneblokke og et stykke træ, de brugte til taget. De var da i stand til at besøge pingvinkolonien og samle flere æg fra kejserpingvinerne. Igloen blev næsten ødelagt i en kraftig snestorm. Stormen tog også teltet med sig, som de var afhængige af for at overleve hjemrejsen, men heldigvis fandt de dette igen en halv kilometer borte. Gruppen indledte turen tilbage til Cape Evans og kom frem 1. august. De tre æg, som overlevede rejsen, gik først til Natural History Museum i South Kensington, og derefter blev de grundlaget for en rapport fra Dr. Cossar Stewart på University of Edinburgh. Æggene kunne imidlertid ikke bidrage til at bevise Wilsons teorier.
Cherry-Garrard beskrev senere dette som "verdens værste rejse", og brugte det som titel på bogen, som han skrev i 1922 som en optegnelse af hele Terra Nova-ekspeditionen. Scott kaldte denne vinterlige rejse for "en fantastisk præstation" og var meget tilfreds med afprøvningen af rationer og udstyr: "Vi er så nær det perfekte som erfaring kan bringe os."

### Ekspeditionen til Sydpolen
Den 13. september 1911 bekendtgjorde Scott sine planer for rejsen mod Sydpolen. Scotts ekspeditionshold bestod af 32 mænd, to motorslæder, 17 ponyer og 33 hunde. 16 mænd skulle begynde rejsen over Rossbarrieren med hjælp af motorslæderne, ponyerne og hundene til Beardmoregletsjeren, hvor hundene skulle returnere og ponyerne bruges til proviant. Derefter skulle 12 mænd i tre grupper fortsætte op over bræen og trække slæderne selv. Blot én af disse grupper skulle fortsætte frem til Sydpolen, de andre skulle være støttegrupper og sendes tilbage ved bestemte breddegrader. Scott ville beslutte sammensætningen af sydpolgruppen undervejs.
Motorgruppen (løjtnant Evans, Day, Lashly og Hooper) tog fra Cape Evans den 24. oktober med to motordrevne slæder; de skulle bringe forsyninger til 80° 30'S og vente på de andre der. Inden den 1. november var begge motorslæder brudt sammen, den sidste efter 94 km. Mændene måtte selv trække 336 kg med forsyninger de resterende 240 km til det aftalte sted, og de nåede frem to uger senere end planlagt. Den næste gruppe, som var taget fra Cape Evans den 1. november, nåede ikke frem før 21. november.
Day og Hooper returnerede til basen den 24. november med en rapport til Simpson, som da havde ansvaret på Cape Evans. Det var meningen, at hundene også skulle returnere, men på grund af det langsomme tempo besluttede Scott at tage dem med videre. Den 4. december slog ekspeditionen lejr nær Gateway (passagen mellem Ross Barrieren og Beardmoregletsjeren), og en snestorm tvang mandskabet til at forblive i lejren frem til 9. december og at forsyne sig af rationer bestemt for bræ-etapen. Da snestormen løjede af, blev de resterende ponyer skudt; de var meget udmattede og kunne ikke længere trække. Den 11. december returnerede Meares og Gerov med hundene til basen. Med sig havde de en melding om at "tingene ikke er så rosenrøde som de kunne have været, men vi holder modet oppe og håber, at lykken vender."
De resterende tolv mænd besteg Beardmore, og den 20. december lagde de atter et depot øverst på bræen. Der var fortsat ingen antydning fra Scott om hvem, som skulle være med i sydpolgruppen. Den 22. december, ved 85° 20'S, sendte Scott Atkinson, Cherry-Garrard, Wright og Keohane tilbage som første støttegruppe. Scott gav Atkinson mundtlig ordre om, at hundene skulle sendes ud for at assistere polfarerne på returrejsen.
De to sidste grupper fortsatte sydover under bedre forhold, som gjorde, at de magtede at genvinde noget af den tid, de havde tabt på Rossbarrieren. Inden den 30. december var de på linje med Shackletons tidsplan fra 1908–09. Den 3. januar 1912, ved 87° 32'S, afgjorde Scott sydpolgruppens sammensætning: fem mand (Scott, Wilson, Oates, Bowers og Edgar Evans) skulle fortsætte, mens løjtnant Evans, Lashly og Crean skulle returnere som den sidste støttegruppe. Beslutningen om at tage fem mand med indebar nye beregninger af last og rationer, eftersom alt hidtil havde været baseret på grupper på fire mand.
Under støttegruppens returrejse blev Evans alvorlig syg af skørbug. Efter Et-tons-depotet kunne han ikke gå videre, og kammeraterne trak ham på hans slæde til et punkt 56 km syd for Hut Point. Den 18. februar gik Crean alene for at nå Hut Point, og der stødte han på Atkinson og Gerov, som forberedte en hundespandtur med forsyninger til Et-tons-depotet. En redningsgruppe blev dannet, og Evans blev bragt til Hut Point 22. februar, stadig i live. Lashly og Crean blev begge senere tildelt Albertmedaljen for livredning for indsatsen under redningsaktionen.
Sydpolgruppen fortsatte mod målet og passerede Shackletons vendepunkt (88° 23'S) den 9. januar. Syv dage senere, omkring 25 km fra målet, opdagede de Amundsens sorte flag og indså, at nordmanden var kommet dem i forkøbet. De nåede polpunktet den 17. januar 1912 og fandt, at Amundsen havde været der den 14. december 1911. Han havde efterladt et telt, nogen forsyninger, og et brev til kong Haakon i Norge, som han høflig bad Scott om at viderebringe.
Scott skrev i sin dagbog: "Sydpolen. Ja, men under helt andre omstændigheder end forventet... Gode Gud! Dette er et frygteligt sted og forfærdelig nok for os som har slidt for at komme hertil uden at få glæden af at være de første." Han afsluttede med noteringen: "Nu venter en desperat kamp [for at få nyhederne gennem først]. Gad vidst,om vi kan magte det."
Efter at have bekræftet positionen og plantet det britiske flag vendte Scotts gruppe hjemover næste dag. I løbet af de næste tre uger havde de god fremdrift, og Scotts dagbog gengiver flere "gode dagsmarcher". Alligevel begyndte Scott at bekymre sig for mændenes fysiske tilstand, og særlig for Edgar Evans, som led af alvorlige frostskader, og som Scott beskrev som "stærkt nedbrudt". Tilstanden for Oates' fødder blev en voksende bekymring i takt med, at gruppen nærmede sig toppen af Beardmoregletsjeren og gjorde sig klar til nedstigningen til Rossbarrieren.
Den 7. februar begyndte de deres nedstigning, som de fandt hårdere end forventet, og de havde vanskeligheder med genfinde deres depoter. Til trods for dette beordrede Scott en halv dags "geologisering", og 14 kg med prøver blev lagt på slæderne. Edgar Evans' helbred blev nu hurtigt svækket: en skade i hånden ville ikke gro sammen, han var alvorlig frostskadet og havde antagelig også skadet hovedet efter flere fald på isen. "Hans sædvanlige selvsikkerhed er fuldstændig borte", skrev Scott. Alle led af underernæring, men som den kraftigst byggede påvirkede det Evans mest. Nær bunden af bræen måtte han opgive kampen og døde den 17. februar.
På etapen tilbage over Rossbarrieren blev de fire overlevende udsat for nogle af de mest ekstreme vejrforhold, som nogensinde er registreret i dette område. Vejret og den vanskelige sneoverflade ("som at trække slæde over ørkensand" – Scott, 19. februar) bremsede dem kraftigt, hvilket blev yderligere forværret af Oates' stadig dårligere fod. Scott håbede på en ændring i vejret, men februar lakkede mod enden, og temperaturen faldt yderligere. Den 2. marts kom de frem til depotet midt på Rossbarrieren, men det viste sig, at olielageret var kraftig reduceret på grund af fordampning: "Selv med de mest skrappe spareforanstaltninger kan dette knapt føre os til næste depot ... 115 km borte." Den samme situation indtraf ved næste depot, som de fandt den 9. marts, og der var fortsat ingen tegn på "hundene som ville have været vor redning."
Dagsmarcherne var nu reduceret til mindre end otte km, og de led af desperat mangel på mad og brændstof. På eller omkring den 17. marts gik Oates, åbenbart tilregnelig, ud af teltet, og sagde ifølge Scott: "Jeg skal bare udenfor, og det kan godt være, at jeg er væk et stykke tid." Han valgte derved frivilligt at gå i døden. Dette offer var imidlertid ikke nok til at redde de andre. Scott, Wilson og Bowers blev siddende fanget af vejret på et punkt 18 km syd for Et-tons-depotet efter at være blevet stoppet af en voldsom snestorm den 20. marts. Til trods for daglige forsøg på at komme videre, klarede de det ikke. Scotts sidste dagbogsnotat, dateret 29. marts 1912, den formodede dato for deres død, slutter med disse ord:
"Hver dag har vi været klar til at komme videre til vort næste depot 18 km borte, men uden for teltdøren er det fortsat et hvirvlende hvidt kaos. Jeg tror ikke, at vi kan håbe på nogen bedring nu. Vi skal kæmpe til det sidste, men vi bliver svagere, selvfølgelig, og der kan ikke være langt til enden nu. Det er synd, men jeg tror ikke, jeg kan skrive mere. R. Scott. For Guds skyld, tag vare på vore folk."

## Forsøg på at redde sydpolgruppen

### Efterfyldning afEt-tons-depotet
Umiddelbart før afrejsen mod polpunktet gav Scott instruktioner til Meares og gentog dem til Simpson, at der skulle bringes nye forsyninger til Et-tons-depotet. Disse ordrer specificerede transport af "fem XS rationer, eller om det var ikke var muligt, i det mindste tre ... og så meget hundemad som mulig, depotet skal være på plads inden 10. januar 1912". Da Atkinson vendte tilbage til Cape Evans den 28. januar, opdagede han, at en minimumsmængde på tre rationer var lagt i depotet, men ikke hundemad. Han besluttede at tage de to manglende rationer med sig til Et-tons-depotet selv, men tog tilsyneladende ikke hensyn til manglen på hundemad. Mankoen på hundemaden gjorde, at det blev næsten umuligt for Atkinson at udføre Scotts ordre om at "tage hundene med sydover".
Nødsituationen, som opstod, da løjtnant Evans blev reddet fra Rossbarrieren, forandrede Atkinsons planer, og opgaven med at forsyne Et-tons-depotet gik til Cherry-Garrard, som den eneste tilbageværende "officer". Med ham var var den dygtige hundekører Dimitri Gerov. Atkinson var endnu ikke bekymret for polfarernes sikkerhed, eftersom Scott ikke var forsinket, og gruppen havde haft planmæssig fremdrift, da Evans sidst så dem på Antarktisplateauet. Atkinsons mundtlige ordre til Cherry-Garrard således, som de blev husket og nedskrevet senere, var "at rejse til Et-tons-depotet så hurtigt som muligt og levere maden der. Hvis Scott ikke var kommet før mig, måtte jeg selv finde ud af hvad, jeg skulle gøre", og "husk at Scott ikke var afhængig af hundene for at returnere, og at hundene ikke måtte risikeres". Scott havde tidligere gjort det klart, at han ville spare hundene til videnskabeligt arbejde i den tredje sæson.
Cherry-Garrard forlod Hut Point med Gerov og to hundespand den 26. februar og kom frem til Et-tons-depotet den 4. marts. Scott var der ikke, så de medbragte rationer blev lagt i depotet. Forsyningerne for Cherry-Garrards gruppe holdt til 24 dage, nok til at de kunne vente i omkring otte dage, før de måtte returnere til Hut Point. Alternativet var at fortsætte sydover, men da ville det blive nødvendigt at bryde Scotts ordre (men ikke Atkinsons instruks om at "selv finde ud af hvad du skal gøre") fordi manglen på hundemad gjorde, at hunde måtte ofres undervejs. Cherry-Garrard besluttede at vente på Scott, men efter seks dages venten, den 10. marts, blev vejret dårligere. Med færre forsyninger, og selvfølgelig uden at Cherry-Garrard kendte til, at polfarerne kæmpede for deres liv blot 100 km borte, indledte de tilbageturen. Senere skrev Atkinson, at "jeg er sikker på, at ingen anden officer i ekspeditionen kunne have gjort det bedre", men Cherry-Garrard var resten af livet plaget af tanken om, at de vejrbundne kammerater kunne være blevet bjerget, hvis han havde truffet andre beslutninger.

### Sidste redningsforsøg
Efter at Cherry-Garrard vendte hjem fra Et-tons-depotet uden nyheder om Scott, steg bekymringen langsomt. Atkinson besluttede at gøre et yderligere forsøg på at finde sydpolgruppen, og den 26. marts drog han ud med Keohane, trækkende en slæde med rationer til 18 døgn. I meget lave temperaturer (-40 °C) nåede de Corner Camp den 30. marts, men ifølge Atkinson gjorde årstiden og det kolde vejr det umuligt at bevæge sig yderligere sydover. Atkinson rapporterede: "I mit sind var jeg moralsk sikker på, at gruppen var omkommet".

### Eftersøgning
De tilbageværende ekspeditionsmedlemmer (med undtagelse af Campbells team, som stadig ikke var dukket op) ventede på Cape Evans gennem vinteren og fortsatte sit videnskabelige arbejde. I foråret måtte Atkinson, nu leder af ekspeditionen, vurdere, om man skulle koncentrere sig om redning af Campbells gruppe eller prøve at finde ud af polfarernes skæbne. Efter et møde med hele gruppen besluttede de, at de først skulle søge efter spor af Scott. Et eftersøgningshold satte afsted den 29. oktober ledsaget af muldyr, som var kommet fra "Terra Nova" under hendes forsyningstur forrige sommer.
Den 12. november fandt de teltet, som indeholdt de frosne lig af Scott, Wilson og Bowers. Atkinson læste relevante dele af Scotts dagbøger, og katastrofens omfang blev kendt. Efter at dagbøger, personlige effekter og notater var samlet ind, blev teltet lagt over ligene og en varde af sne rejst, på toppen et kors lavet af Tryggve Grans ski. Teamet søgte også efter Oates længere mod syd, men fandt kun hans sovepose. Den 15. november rejste de en varde i nærheden af det sted, hvor de troede, at han var omkommet.
Ved hjemkomsten til Hut Point den 25. november fik de rede på, at Campbells team på egen hånd havde reddet sig trygt tilbage til basen den 5. november.

## Efterspil
Da Campbell nu var ekspeditionens øverste flådeofficer, overtog han kommandoen frem til "Terra Nova"s ankomst den 18. januar 1913. Før den endelige afrejse blev et stort trækors rejst ved Observation Hill, på et sted med udsigt over Hut Point. Korset blev påført navnene på de fem døde, samt et citat fra Alfred Lord Tennysons digt "Ulysses": "To strive, to seek, to find, and not to yield".
Tabet af Scott og hans mænd overskyggede alt andet i nyhedsbilledet, tilmed Amundsens bedrift. I mange år var billedet af Scott som en tragisk helt uangribeligt, for selv om der var uenighed mellem nogen af dem, som havde haft nær tilknytning ekspeditionen, herunder slægtninge til de omkomne, blev denne uenighed aldrig offentligt kendt. Den offentlige opfattelse forblev så godt som uændret helt frem til 1970'erne, da næsten alle med direkte berøring med ekspeditionen var døde.
Kontroverserne blussede op med udgivelsen af Roland Huntfords bog Scott og Amundsen (1979, genudgivet og sendt som fjernsynsserie i 1985 under navnet The Last Place On Earth). Huntford var kritisk overfor Scotts angiveligt autoritære lederstil og hans dårlige personvurderinger og anklagede ham for en række organisatoriske fejl, som samlet førte til sydpolgruppens triste skæbne. Scotts personlige anseelse blev svækket af disse angreb, men Ranulph Fiennes, Susan Solomon og David Kraner forsøgte på hver sin måde at redde Scotts rygte. Kraner gjorde ifølge historikeren Stephanie Barczewski "et enormt arbejde med at genoprette [billedet af] Scott som et helstøbt menneske."
De fleste polarhistorikere er enige om, at Amundsens færdigheder med ski og hunde og hans lange erfaring med sne og is gav ham betydelige fordele i kapløbet mod Sydpolen. I Scotts vurderinger af ekspeditionen, som han skrev, mens han under ekstreme forhold lå og ventede på døden, peger han på en lang række uheld, og ikke på organisatoriske fejlvurderinger som årsag til den ulykkelige situation, de var kommet i. De, som i lighed med Huntford klandrer Scott for ulykken, afviser dette som et forsøg på at retfærdiggøre sig selv, mens Cherry-Garrard bemærkede: "hele affæren er bare en mængde hvis'er»; en ophobning af beslutninger og omstændigheder som kunne være faldet anderledes ud, men som til sidst førte dem i døden. Men "vi var så kloge som det var muligt før ekspeditionen." Diana Prestons dom efter at have opsummeret alle omstændigheder omkring rejsen mod syd er: "Pointen er ikke, at det gik galt til sidst, men at de var så nær ved at lykkes."
Med tanke på, at den sandsynlige årsag til polfarernes død var sult og/eller skørbug, er spørgsmålet om indholdet i madrationerne interessant. Ekspeditionen baserede sig på den ernæringsvidenskabelige viden i 1910, det vil sige før man kendte til C-vitaminet og årsagerne til skørbug. Man lagde vægt på, at et højt proteinindhold var nødvendigt for at erstatte de kalorier, som kroppen forbrugte under det tunge arbejde med at trække slæderne. Kalorieværdierne i rationerne, som blev sat op, var kraftigt overvurderede, hvilket ikke blev klart før længe efter. Dagsrationen per mand var fastsat til 450 g kiks, 340 g pemmikan, 85 g sukker, 57 g smør, 20 g te og 16 g kakao. Ponykød kunne supplere denne diæt, efter at ponyerne havde gjort deres trækarbejde, men sådanne tilskud ville ikke have bragt balance i kalorieunderskuddet for længere perioder.